# 布蘭登堡級巡防艦
布蘭登堡級巡防艦，為德國海軍的巡防艦，屬於MEKO型的一種，日後德國亦以布蘭登堡級的設計衍生出薩克森級巡防艦。

## 同型艦
| 舷號 | 艦名                | 建造廠        | 開工           | 下水          | 服役           |
| ---- | ------------------- | ------------- | -------------- | ------------- | -------------- |
| F215 | 布蘭登堡            | 布洛姆－福斯  | 1992年2月11日  | 1992年8月28日 | 1994年10月14日 |
| F216 | 什勒斯維希-霍爾斯坦 | HDW           | 1993年7月1日   | 1994年6月8日  | 1995年11月24日 |
| F217 | 巴伐利亞            | Nordseewerke  | 1993年12月16日 | 1994年6月30日 | 1996年6月15日  |
| F218 | 梅克倫堡-西波美恩   | Bremer Vulkan | 1993年11月23日 | 1995年2月23日 | 1996年12月6日  |

## 圖集

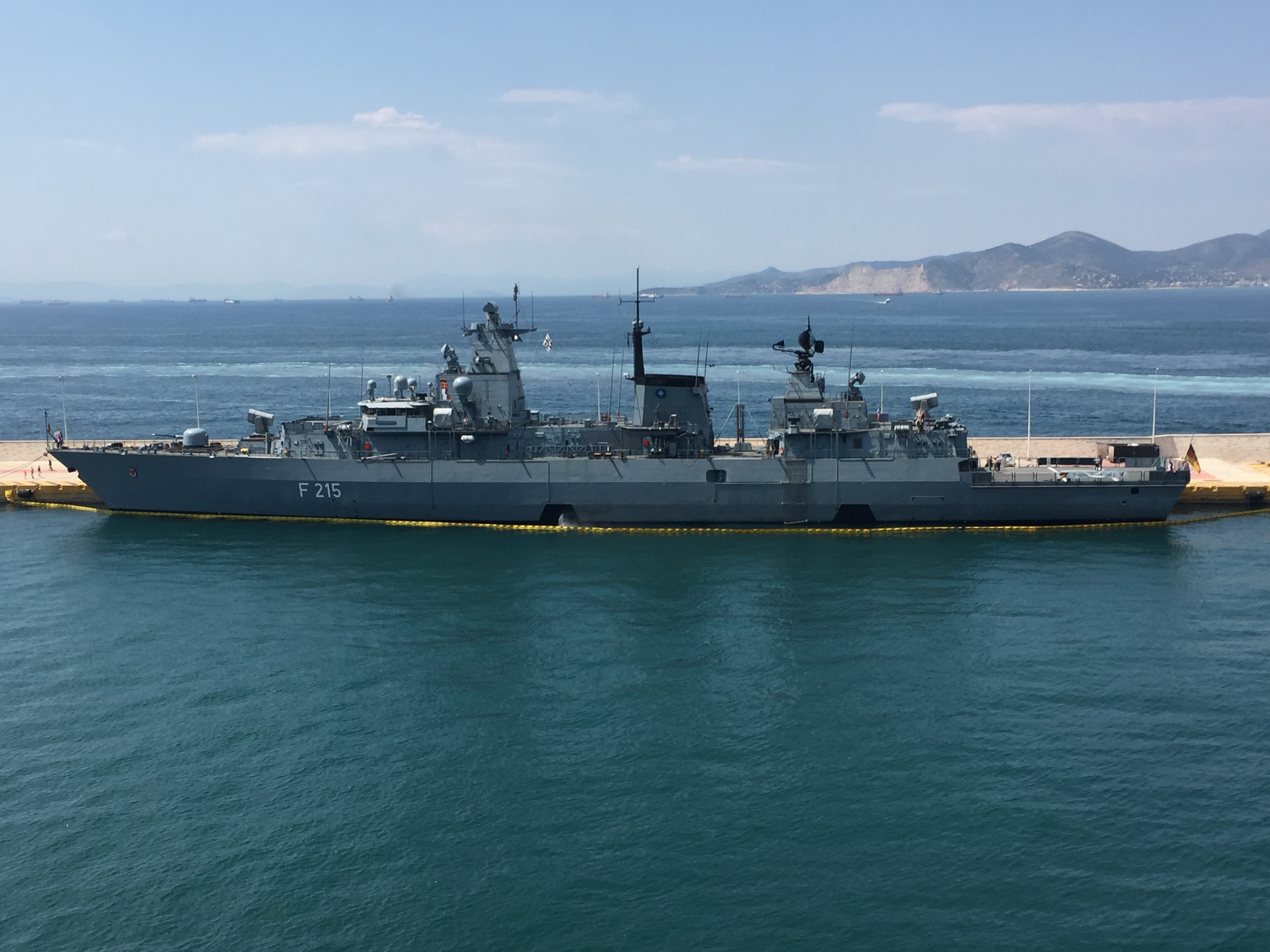
德國勃兰登堡號（F215）
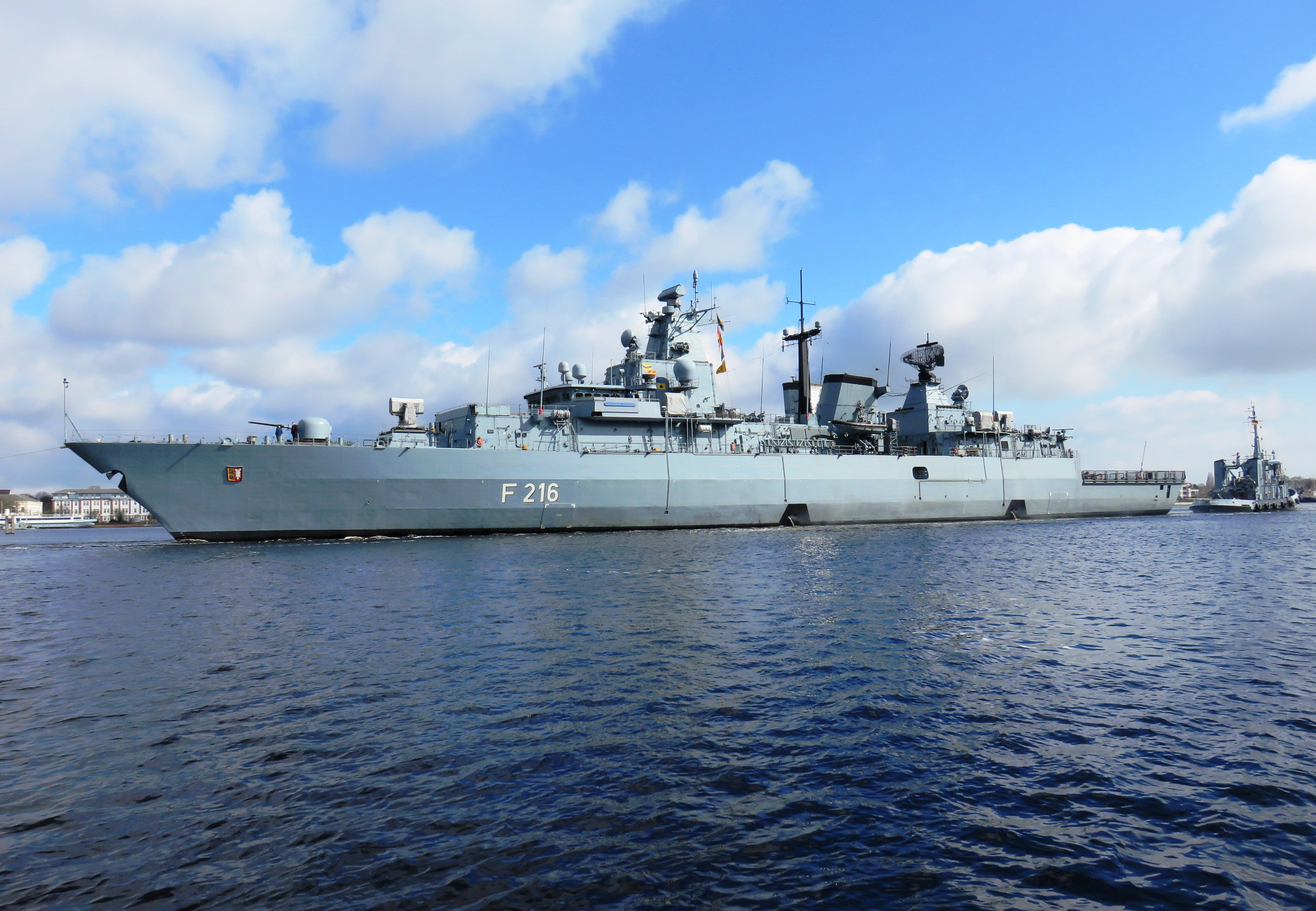
德國石勒苏益格-荷尔斯泰因號（F216）
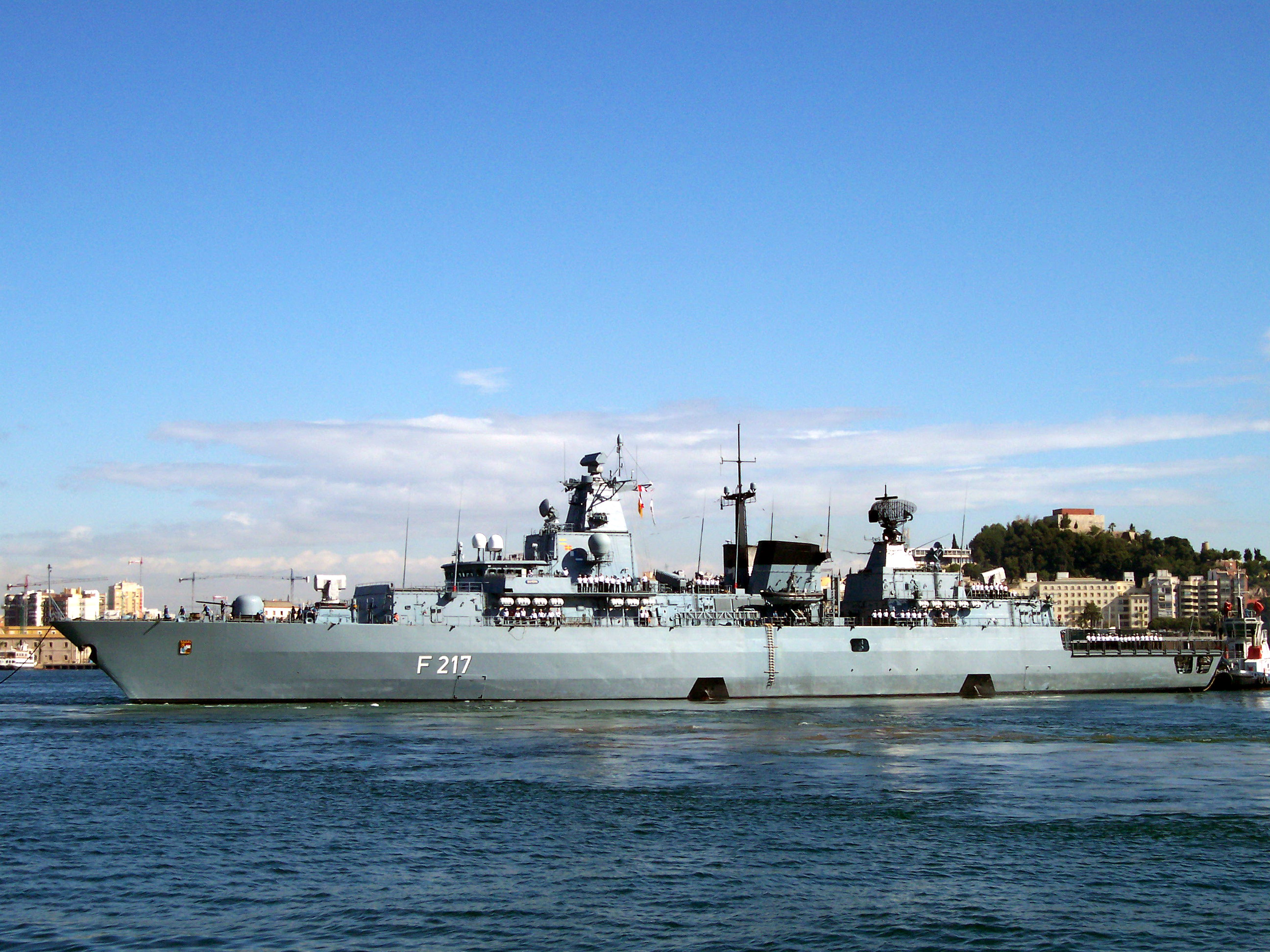
航行中的巴伐利亞號（F217）
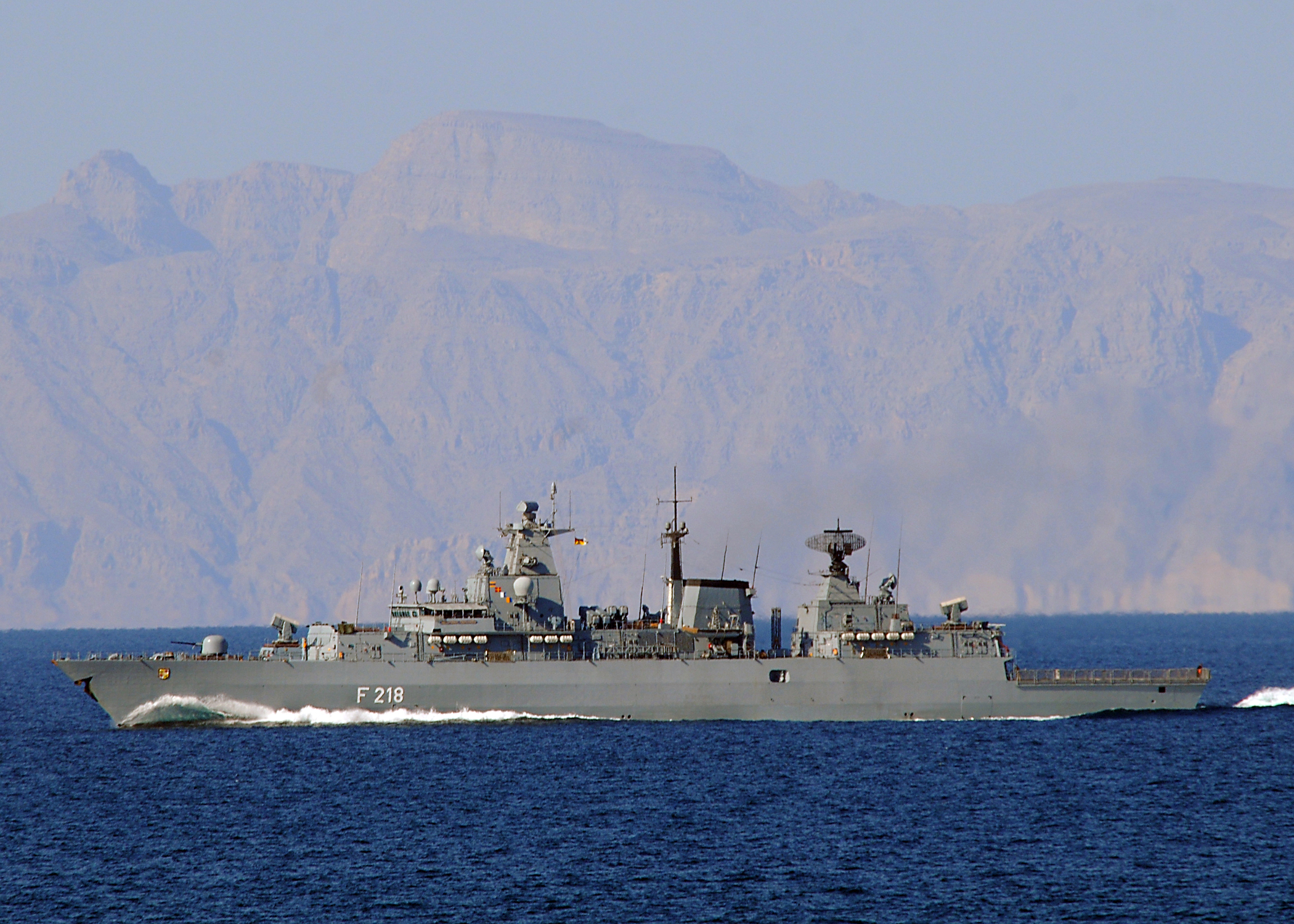
德國梅克伦堡-西波美恩號（F218）
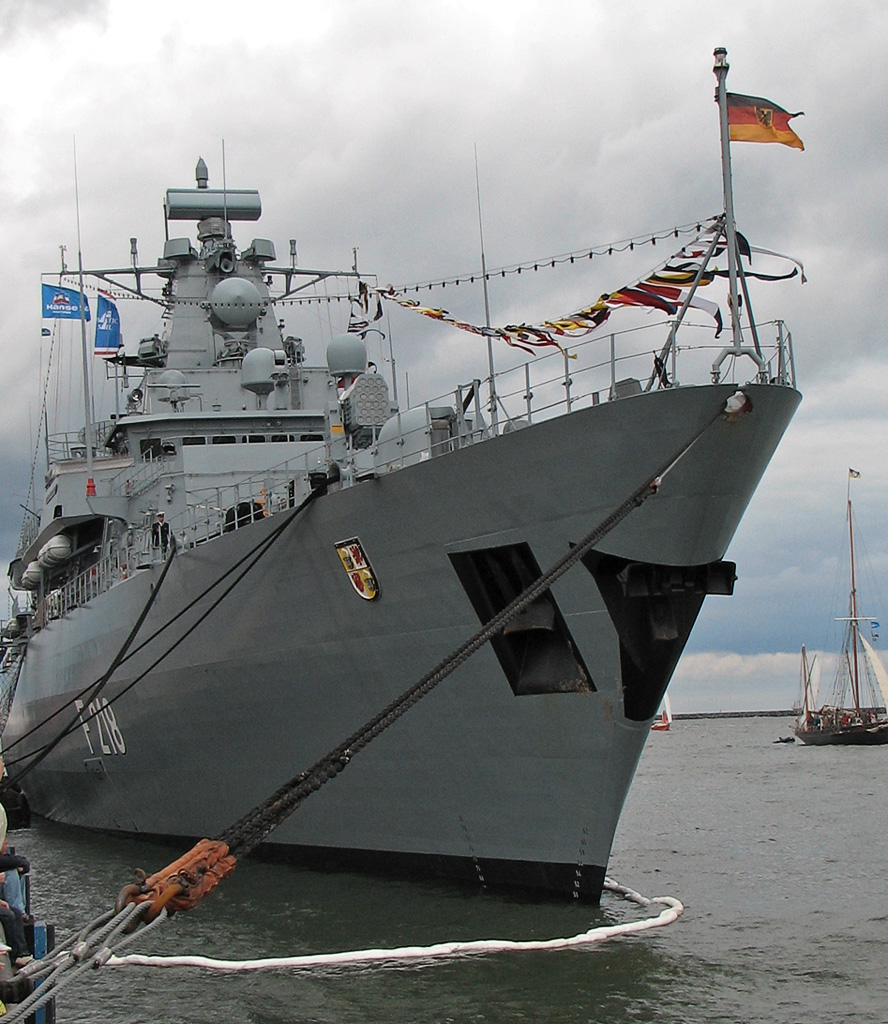
梅克伦堡-西波美恩號（F218）
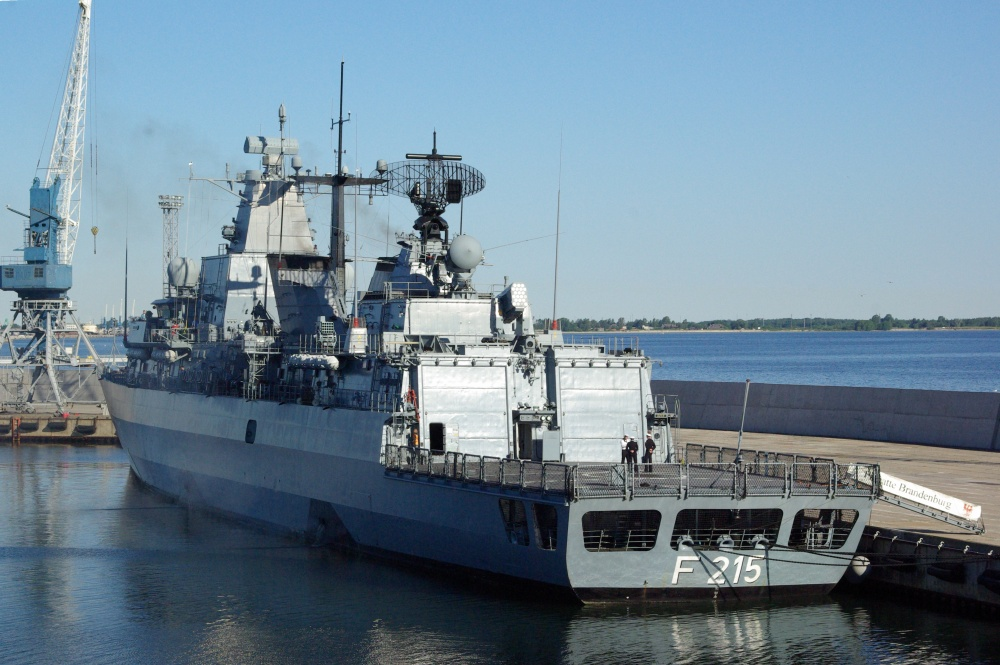
勃兰登堡號（F215）
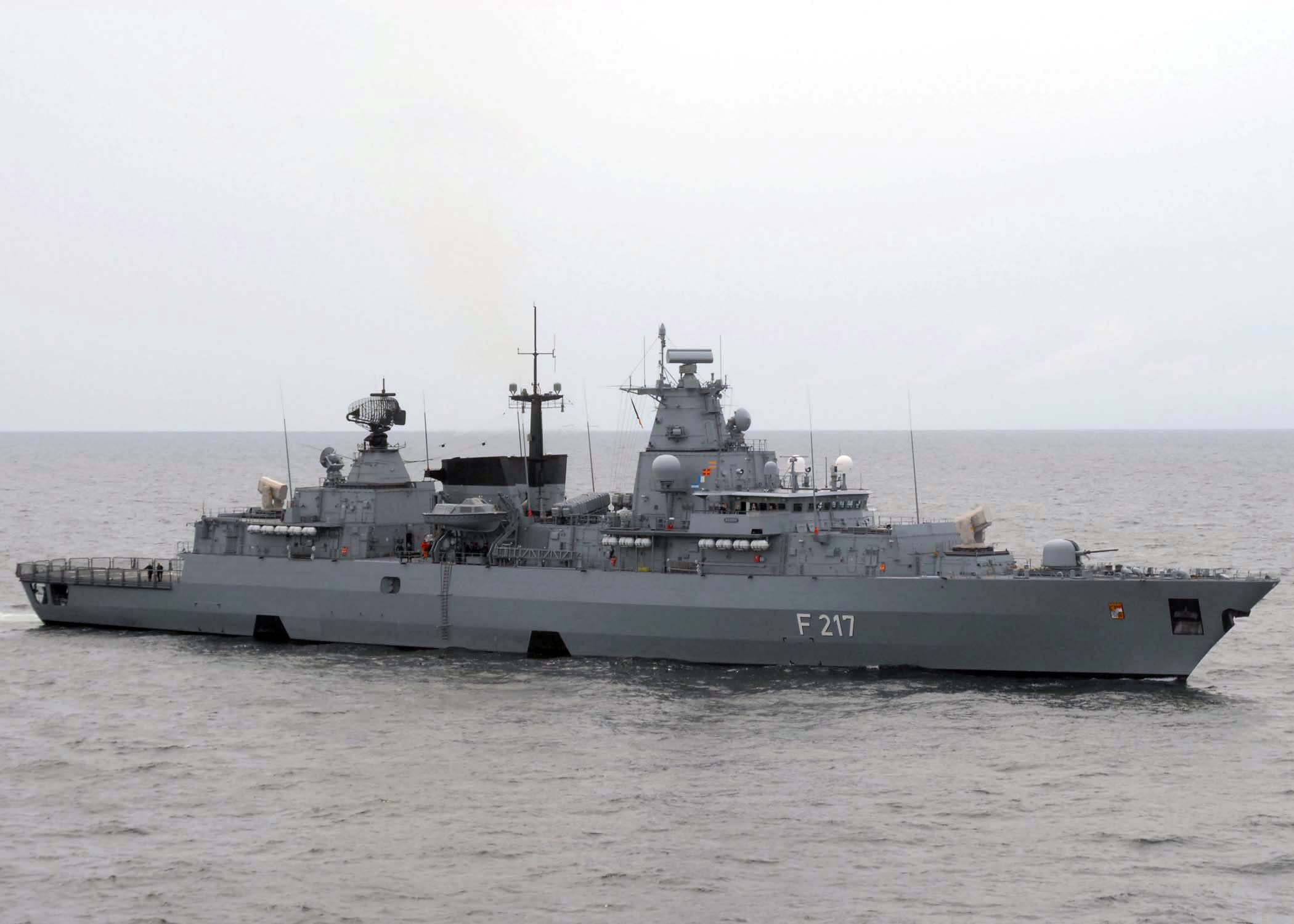
巴伐利亞號（F217）
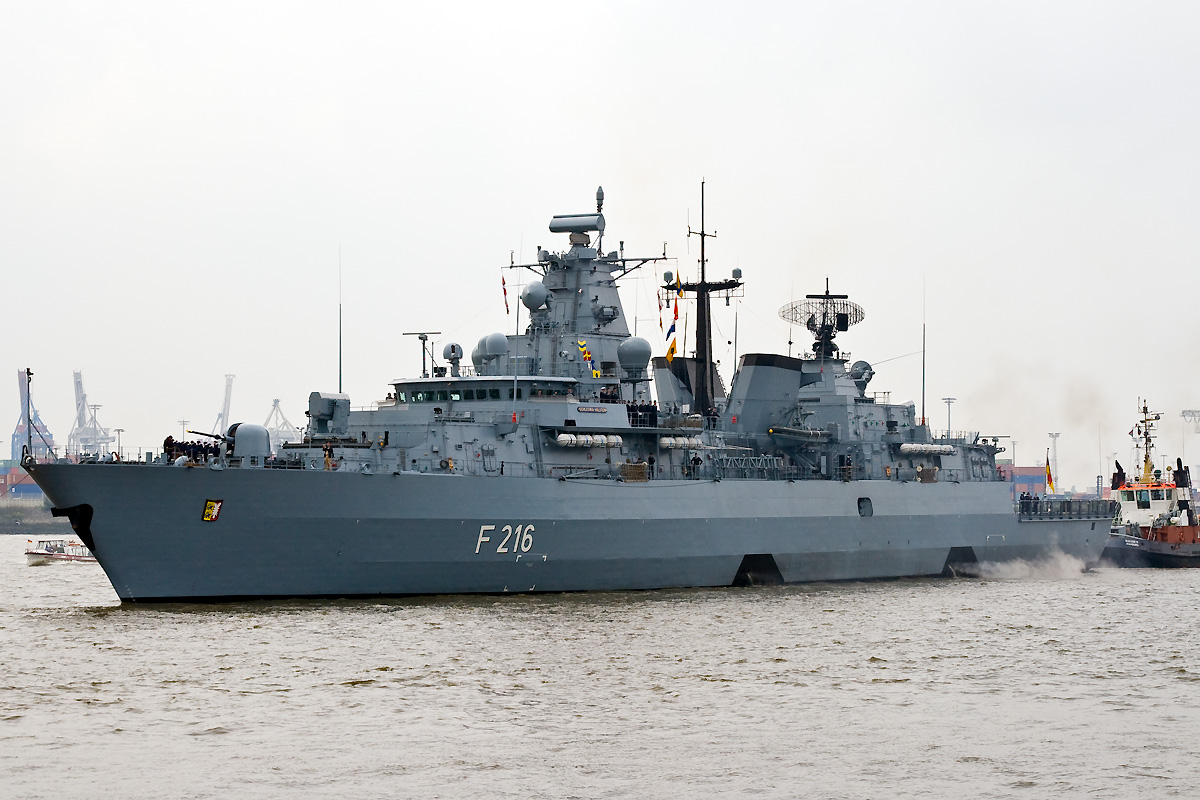
石勒苏益格-荷尔斯泰因號（F216），攝於漢堡

## 資料來源
1. ↑  Wertheim, Eric. . Naval Institute Press. 2007: 246. ISBN 9781591149552.
2. ↑  Harm-Dirk Huisinga.  (PDF). Europäische Sicherheit & Technik: 77–80. （原始内容 (PDF)存档于2014-01-15）.
 （页面存档备份，存于）  (PDF).   [2022-07-11]. （原始内容 (PDF)存档于2014-01-15）.
3. ↑  . Jane's Navy International. 13 December 2001  [17 January 2013]. （原始内容存档于16 February 2013）.

## 外部連結
- naval-technology.com （页面存档备份，存于）